# جيوتو كامبانيل
جيوتو كامبانيل (بالإيطالية: Giotto's Campanile)‏ هو مبنى قائم بذاته ويُعَدُّ جزءًا من مجمع المباني التي تشكل كاتدرائية فلورنسا في بيازا ديل دومو في فلورنسا بإيطاليا. يوجَد هذا البرج بالقرب من كنيسة سانتا ماريا ديل فيوري ومعمودية القديس يوحنا، وهو أحد نماذج العمارة القوطية الفلورنسية المميّز بتصميمه من قبل جيوتو، وزخارفه النحتية الغنية وطلاءاته الرخامية متعددة الألوان. هيكلُ هذا البرج مربع بمساحة 14.45 متر، وله دعامات متعددة الأضلاع في كل زاوية.

## التاريخ

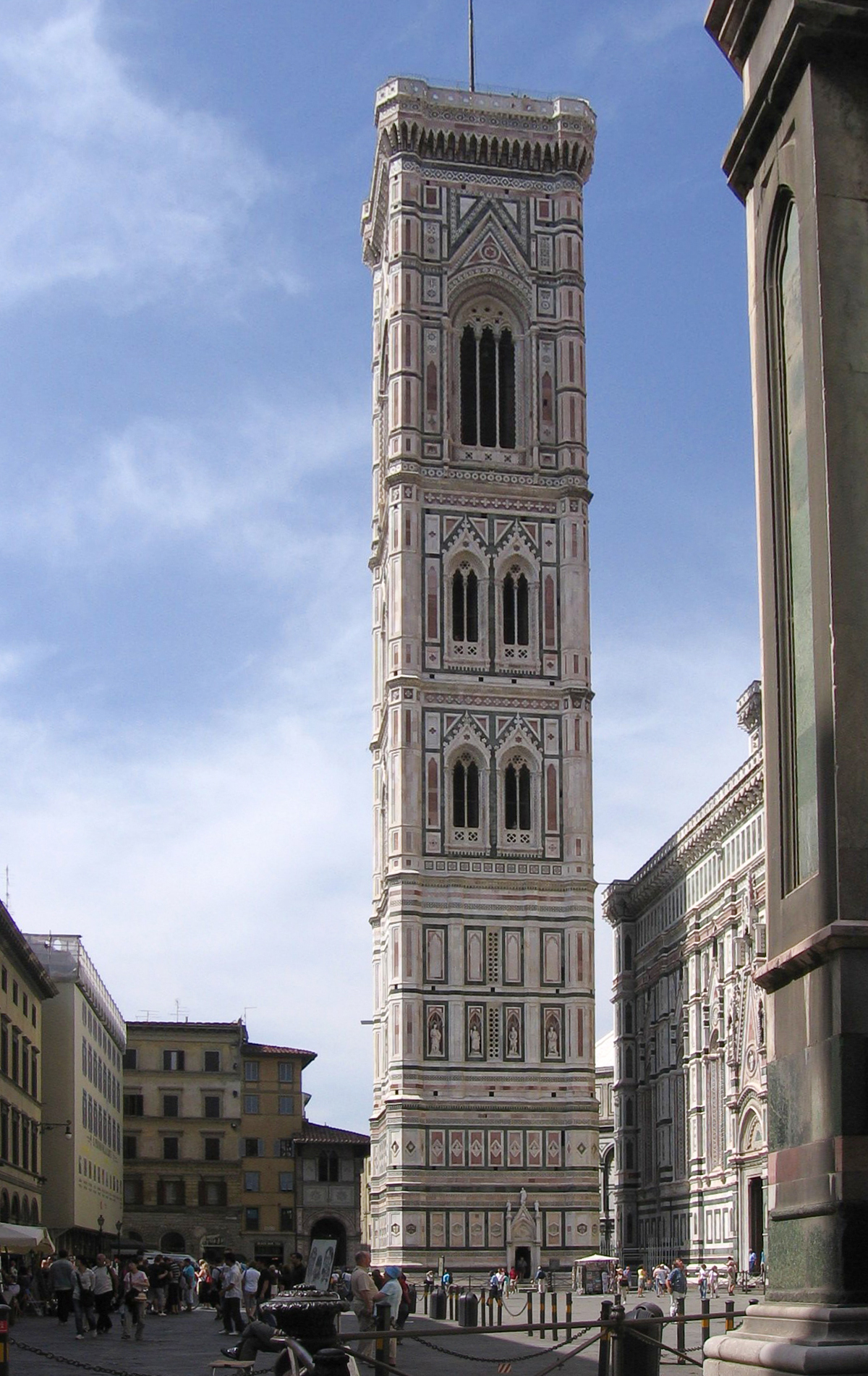
منظر لبرج الجرس من الشرق

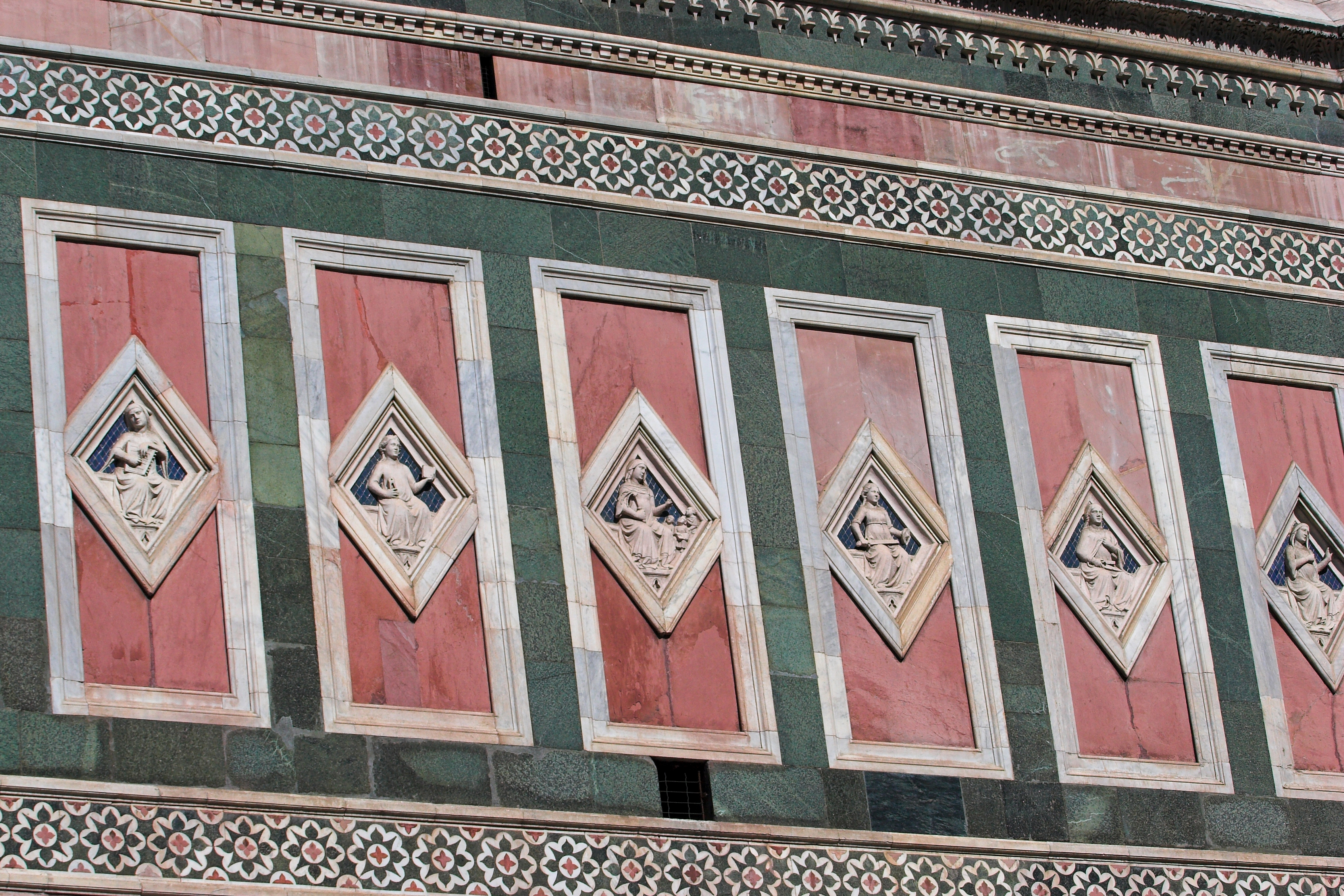
معينات من الجانب الشمالي.

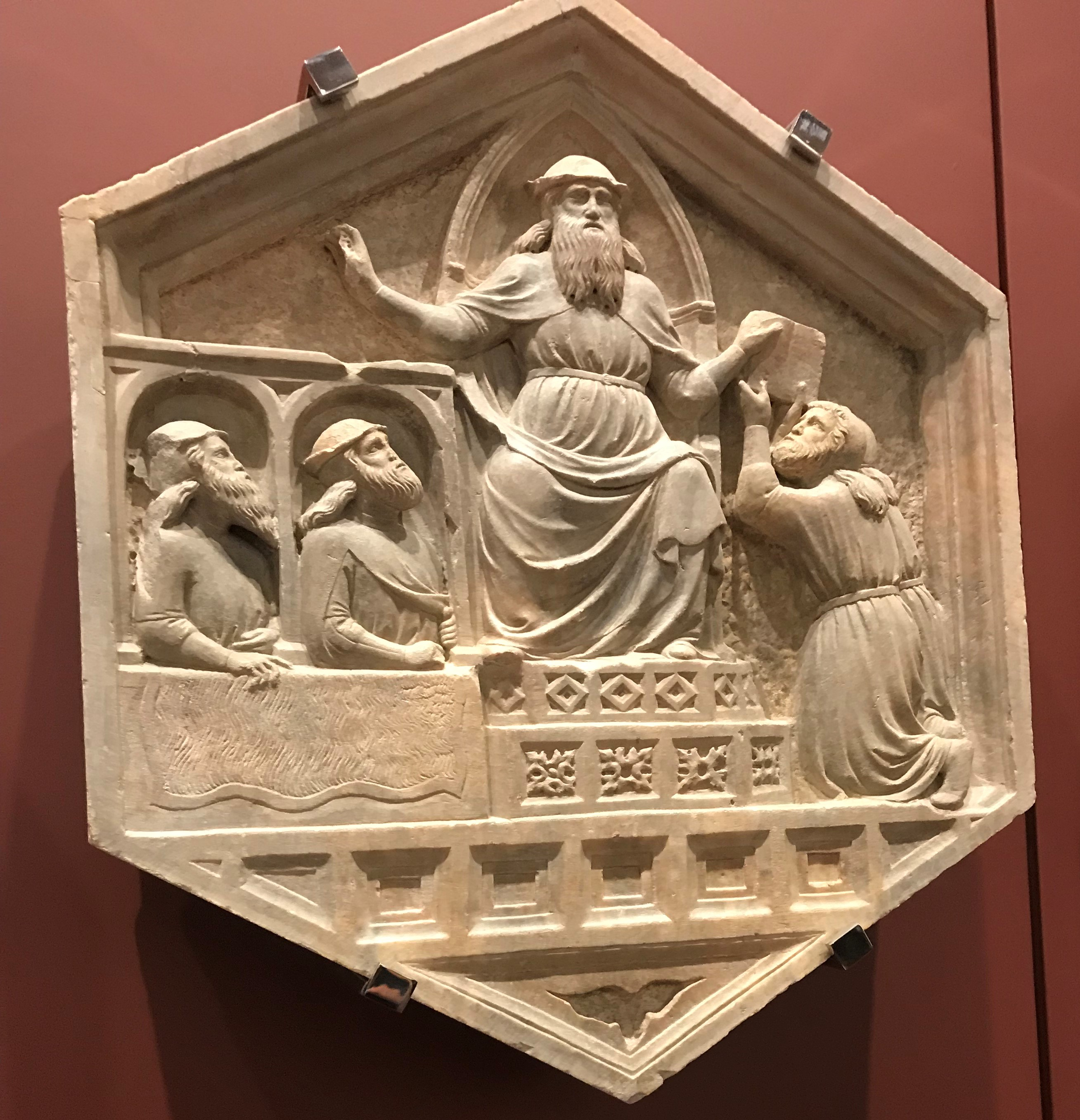
لوحة سداسية أصلية تصور الفقه.

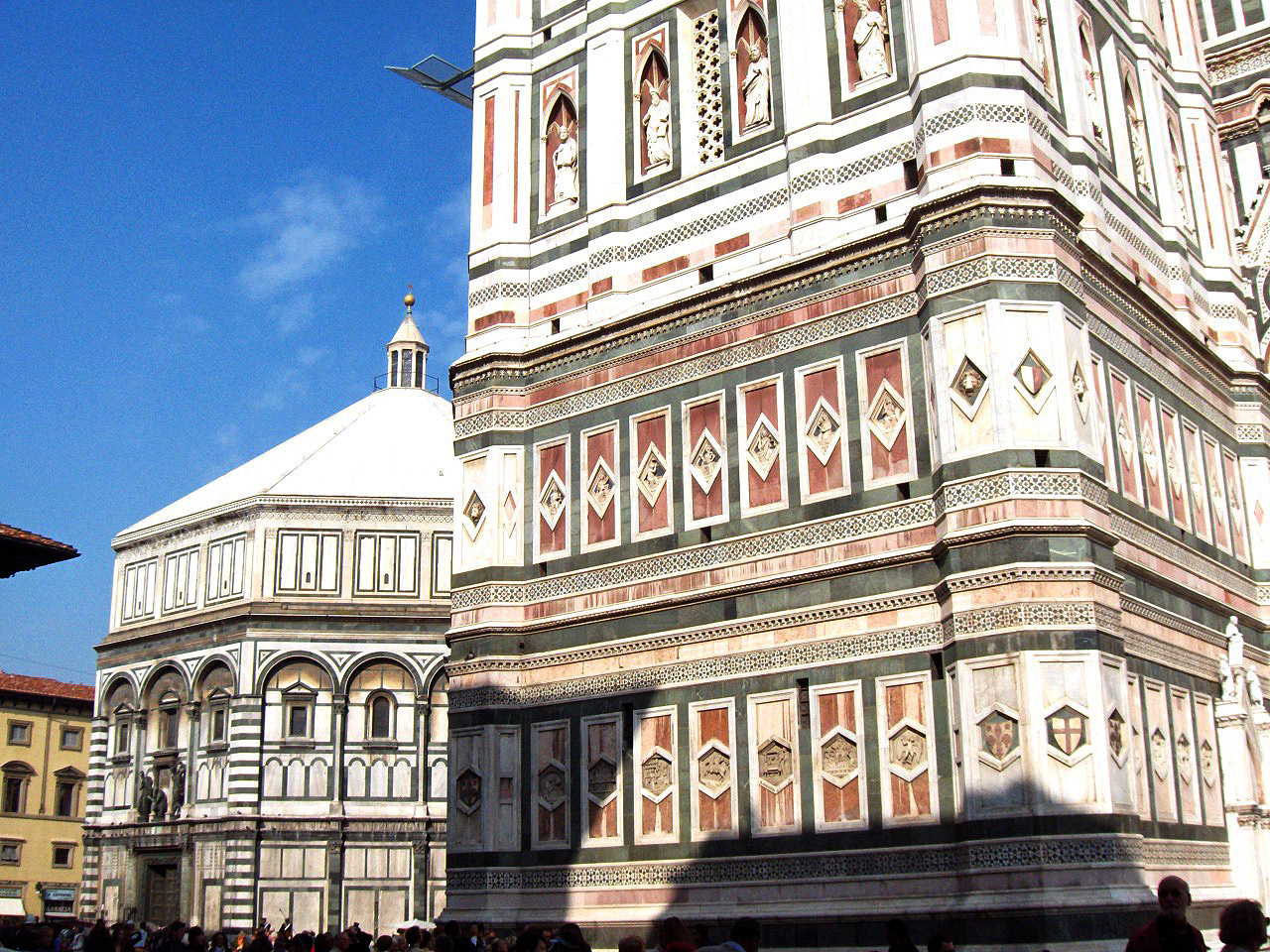
المستويات السفلية مع الألواح السداسية والمعينات والتماثيل.

بعد وفاة أرنولفو دي كامبيو عام 1302، وبعد انقطاع دام أكثر من ثلاثين عامًا، تم ترشيح الرسام الشهير جيوتو دي بوندوني خلفًا له في عام 1334. في ذلك الوقت كان يبلغ من العمر 67 عامًا. ركز جيوتو طاقته على تصميم وبناء جرس (أو بالأحرى برج الجرس) للكاتدرائية. لقد أصبح مهندسًا معماريًا بارزًا، بفضل الاستقلالية المتزايدة للمهندس المعماري فيما يتعلق بالحرفيين منذ النصف الأول من القرن الثالث عشر. تم وضع الحجر الأول في 19 يوليو 1334. كان تصميمه متناغمًا مع تعدد الألوان للكاتدرائية، كما طبقه أرنولفو دي كامبيو، مما أعطى البرج منظرًا كما لو كان مرسومًا. في تصميمه، قام أيضًا بتطبيق الجلاء والقتمة وبعض أشكال المنظور بدلاً من الرسم الخطي الصارم للكامبانيل. وبدلاً من هيكل عظمي مزركش لمبنى قوطي، قام بوضع سطح من الرخام الملون في أنماط هندسية.
عندما توفي في عام 1337، كان قد انتهى فقط من الطابق السفلي مع رخامه الخارجي: أنماط هندسية من الرخام الأبيض من كارارا، والرخام الأخضر من براتو والرخام الأحمر من سيينا. هذا الطابق السفلي مزخرف من ثلاث جهات بنقوش بارزة في ألواح سداسية الشكل، سبعة على كل جانب. عندما تم توسيع باب المدخل في عام 1348، تم نقل لوحين إلى الجانب الشمالي الفارغ وبعد ذلك بوقت طويل فقط، تم تكليف خمس لوحات أخرى من لوكا ديلا روبيا في عام 1437. الرقم "سبعة" له معنى خاص بالمعنى الكتابي: فهو يرمز إلى الكمال البشري.
من خلال هذا العمل، أصبح جيوتو، جنبًا إلى جنب مع فيليبو برونليسكي (قبة كاتدرائية فلورنسا) وليون باتيستا ألبيرتي، أحد الآباء المؤسسين لعمارة عصر النهضة الإيطالية. نجح جيوتو في الحصول على درجة الماجستير في الأعمال في عام 1343 من قبل أندريا بيسانو، الذي اشتهر بالفعل بالأبواب الجنوبية للمعمودية. واصل بناء برج الجرس، متبعًا بدقة تصميم جيوتو. أضاف، فوق المستوى السفلي من جيوتو، اللفافة الثانية، هذه المرة مزينة بألواح على شكل معينات (1347-1341).  قام ببناء مستويين آخرين، مع أربعة منافذ على كل جانب وكل مستوى، لكن الصف الثاني من المنافذ فارغ. توقف البناء في عام 1348، عام الموت الأسود الكارثي. تم استبدال بيسانو بدوره بفرانشيسكو تالنتي الذي بنى المستويات الثلاثة الأولى، مع النوافذ الكبيرة، واستكمل برج الجرس في عام 1359. لم يقم ببناء البرج الذي صممه جيوتو، وبالتالي خفض الارتفاع المصمم لـ 122 مترًا (400 قدم) حتى 84.7 مترًا (277.9 قدمًا) قدم). يمكن الوصول إلى القمة، مع مناظرها البانورامية لفلورنسا والتلال المحيطة، عن طريق تسلق 414 درجة.

## الأعمال الفنية
جميع الأعمال الفنية الحالية في كامبانيل هي مجرد نسخ. وذلك بعدما تمَّت إزالة النسخ الأصلية. بين عامي 1965 و1967 وهي الآن معروضة في متحف ديل أوبرا ديل دومو خلف الكاتدرائية.

### الألواح السداسية
تُصوّر الألواح السداسية الموجودة في الطابق السفلي تاريخ البشرية، المستوحاة من سفر التكوين، بدءًا من الجانب الغربي:
- خلق الرجل والمرأة: خلق آدم، وخلق حواء، وأعمال آبائنا الأولين حيثُ ادعى لورنزو غيبيرتي أنه شاهد نماذج من الطين من "الأولين" من أعمال الإبداع التي صممها جيوتو.[11]
- بدايات "الفنون الإبداعية" (حسب الكتاب المقدس): الجبل (تربية الحيوانات)، الجبال (الموسيقى، القيثارة والأرغن)، توبالكين (أول حداد)، نوح (المزارع الأول). تستمر هذه السلسلة على الجانب الجنوبي والجانب الشرقي من المعسكر.

تظهر لنا الألواح السداسية السبعة على الجانب الجنوبي فن البناء، الطب، الصيد، العمل بالصوف، التشريع، الطيران. تُنسَب هذه الألواح مرة أخرى إلى أندريا بيسانو، باستثناء لوحة واحدة. الجانب الشرقي يحتوي على خمس لوحات فقط، بسبب باب المدخل. إنهم يصورون "الفنون الحرة": الملاحة، والعدالة الاجتماعية، والزراعة، وفن المهرجانات، وإقليدس (الهندسة المعمارية). تُنسب الألواح الثلاثة الأولى إلى أندريا، بينما تُنسب الألواح الأخيرتان إلى نينو بيسانو. "مادونا والطفل" في المنظر و "الأنبياء والفادي" أعلى الجملون فوق باب المدخل، كلاهما منسوب إلى أندريا بيسانو.
تُصوّر الألواح السداسية في الجانب الشمالي: النحت، الرسم، الانسجام، القواعد، المنطق والجدل (يمثله أفلاطون وأرسطو)، الموسيقى والشعر (يمثله أورفيوس)) والهندسة والحساب (يمثلها إقليدس وفيثاغورس). اللوحة الأولى منسوبة إلى أندريا بيسانو، والثانية إلى نينو بيسانو، والأخرى إلى لوكا ديلا روبيا. تمت إضافة الألواح الخمسة الأخيرة بعد إزالة الممر المرتفع بين الجرم والكاتدرائية.

### المعينات
تظهر المعينات، في المستوى التالي، بالفعل أسلوبًا مختلفًا: تبرز الأشكال الرخامية على خلفية خزفية زرقاء. تُنسب جميع هذه التمثيلات المجازية تقريبًا إلى أندريا بيسانو أو مدرسته:
- الجانب الغربي: الكواكب - زحل، المشتري، المريخ، الشمس، الزهرة، عطارد، القمر. (تُنسب فينوس وميركوري إلى نينو بيسانو).
- الجانب الجنوبي: الفضائل اللاهوتية الثلاثة والأربع فضائل الكاردينال - الإيمان، والإحسان، والأمل، والحصافة، والعدل، والاعتدال، والثبات (يُنسب الإيمان إلى جينو ميتشيلي دا كاستيلو).
- الجانب الشرقي: " الفنون الليبرالية " السبعة - علم الفلك، والموسيقى، والهندسة، والقواعد، والبلاغة، والمنطق، والحساب. (تُنسب الهندسة والبلاغة إلى أندريا بيسانو، وينسب الآخرون، باستثناء علم الفلك، إلى جينو ميشيل دا كاستيُّو).
- الجانب الشمالي: الأسرار السبعة (ممثلة بشكل واقعي وليس مجازيًا) - المعمودية والاعتراف والزواج والنظام المقدس والتثبيت والقربان المقدس والمسحة القصوى. جميعهم يُنسبون إلى Maso di Banco، باستثناء الزواج المنسوب إلى كاسيتُّو.

### التماثيل في الكوات
في المستوى التالي على كل جانب توجد أربعة تماثيل في منافذ. تم نحتهم في فترات مختلفة:
- تم نحت التماثيل الأربعة على الجانب الغربي من قبل أندريا بيسانو ويعود تاريخها إلى عام 1343. هذه التماثيل القوطية هي نقوش بارزة إلى حد ما، تُركت غير مكتملة في الخلف. وهم يمثلون تيبورتين سيبل، وديفيد، وسليمان، والعرافة سيبابيل.
- الأنبياء الأربعة على الجانب الجنوبي هم بالفعل أكثر كلاسيكية في الأسلوب والتاريخ بين 1334 و 1341. يُنسب تمثال موسى والتمثال الرابع إلى ماسو دي بانكو.
- يعود تاريخ الأنبياء الأربعة والبطاركة على الجانب الشرقي إلى ما بين 1408 و 1421: الأنبياء بلا لحية لدوناتيلو (ربما صورة لصديقه المهندس المعماري فيليبو برونليسكي) والنبي الملتحي (ربما بواسطة ناني دي بانكو) وإبراهام وإسحاق (بواسطة دوناتيلو و ناني دي بانكو) ولوحة المفكر (بواسطة دوناتيلو).
- تمت إضافة التماثيل الأربعة على الجانب الشمالي بين عامي 1420 و 1435: النبي (ربما من قبل ناني دي بانكو، لكن موقعه دوناتيلو)، هاباكوك (تحفة دوناتيلو، نبي معذب وهزيل، يصور جيوفاني شيريسيني، عدو ميديسيز))، إرميا (بواسطة دوناتيلو، يصور فرانشيسكو سوديريني، وهو عدو آخر لميديسيس)، وأبياس (بواسطة ناني دي بانكو).

### المستويات الثلاثة العليا
تم بناء هذه المستويات بواسطة فرانشيسكو تالنتي، رئيس الأعمال من 1348 إلى 1359. كل مستوى أكبر من المستوى الأدنى ويمتد إلى ما وراءه في كل بُعد بحيث يقاوم الاختلاف في الحجم تأثير المنظور تمامًا. نتيجة لذلك، تبدو المستويات الثلاثة العليا من البرج، عند رؤيتها من الأسفل، متساوية في الحجم تمامًا. النوافذ العمودية تفتح الجدران، وهي فكرة مستعارة من سينا كامبانيل. بدلاً من برج مستدقة، بنى تالنتي شرفة عرض كبيرة. تشكل النقوش والتماثيل والزخارف كلًا متماسكًا عند تفسيرها من حيث الفلسفة المدرسية في العصور الوسطى. 

## الأجراس
يوجد في جريس جيوتو سبعة أجراس:
| # | الاسم          | السنة | المؤسس                 | قطر الدائرة (مم) | الوزن (كلغ) | ملحوظة |
| - | -------------- | ----- | ---------------------- | ---------------- | ----------- | ------ |
| 1 | كامبانوني      | 1705  | أنطونيو بيتري، فلورنسا | 2000             | 5385        | أ 2    |
| 2 | لا ميزريكورديا | 1808  | كارلو موريني           | 1520             | ~ 2100      | ج 3    |
| 3 | أبوستوليكا     | 1957  | فونديريا باريجوزي      | 1250             | 1200        | د 3    |
| 4 | أنونزياتا      | 1956  | فونديريا باريجوزي      | 1150             | 856.5       | ه 3    |
| 5 | ماتر داي       | 1956  | فونديريا باريجوزي      | 950              | 481.3       | G3     |
| 6 | لاسونتا        | 1956  | فونديريا باريجوزي      | 850              | 339.6       | A3     |
| 7 | لاماكولاتا     | 1956  | فونديريا باريجوزي      | 750              | 237.8       | ب 3    |